# Johann Kasimir (Anhalt-Dessau)

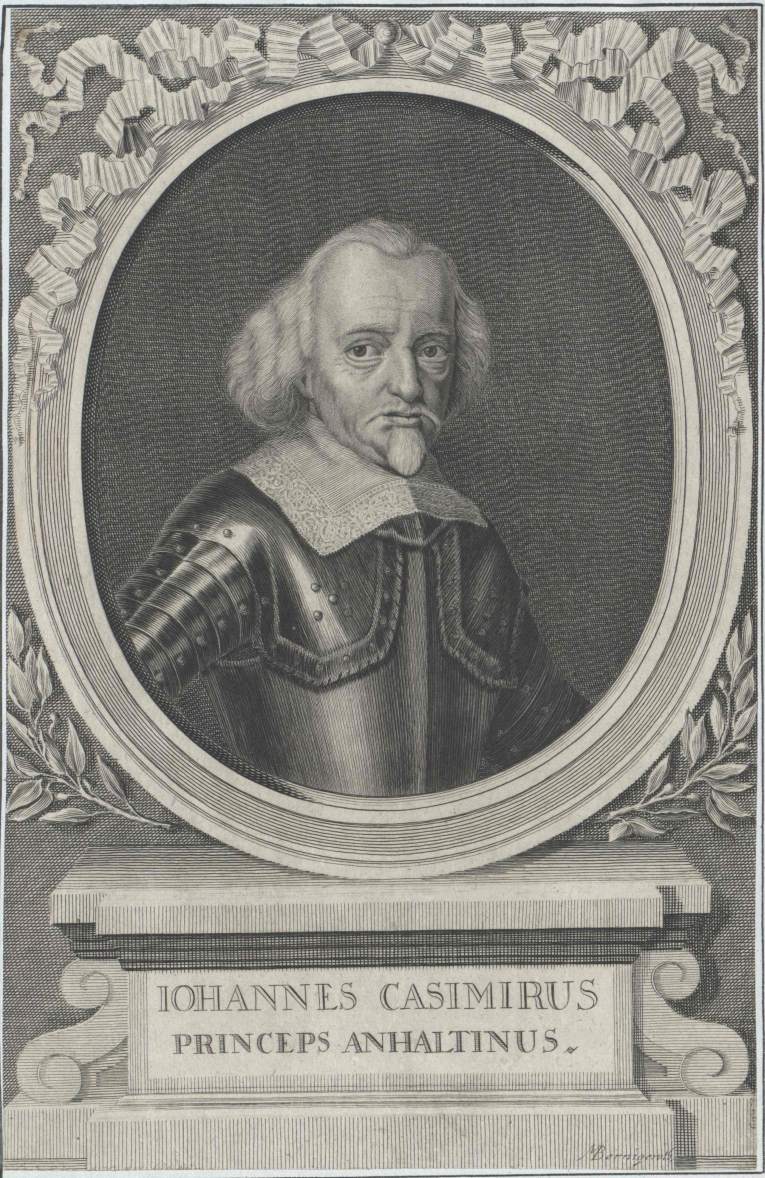
Fürst Johann Kasimir von Anhalt-Dessau

Johann Kasimir, Fürst von Anhalt-Dessau (* 7. Dezember 1596 in Dessau; † 15. September 1660 ebenda) war ein deutscher Landesfürst aus dem Geschlecht der Askanier.

## Leben
Fürst Johann Kasimir war der Sohn des Fürsten Johann Georg I. von Anhalt-Dessau und dessen zweiter Ehefrau Dorothea von Pfalz-Simmern.
Nach dem obligaten Unterricht durch verschiedene Hauslehrer studierte Johann Kasimir zusammen mit seinem Cousin, dem nachmaligen Fürsten Christian II. von Anhalt-Bernburg, zwischen 1608 und 1609 in Genf; überwiegend bei ihrem Hofmeister Markus Friedrich Wendelin, der sie während der gesamten Reise begleitete. Ein weiterer Begleiter der beiden war ihr Hofmeister Peter von Sebottendorf. Hier in Genf, aber auch später daheim in Zerbst veröffentlichte Fürst Johann Kasimir einige lateinische Schulreden.
Noch im Gründungsjahr 1617 wurde er durch Fürst Ludwig I. von Anhalt-Köthen in die Fruchtbringende Gesellschaft aufgenommen. Als Gesellschaftsname wurde ihm der Durchdringende und als Motto beschweret, doch erwehret zugedacht. Als Emblem wurde ihm ein Dattelbaum, darauf ein Gezimmer, so ihn beschwert verliehen. Im Köthener Gesellschaftsbuch findet sich der Eintrag Fürst Johann Kasimirs unter der Nr. 10.
Nach seinem Regierungsantritt 1618 widmete sich Fürst Johann Kasimir fast ausschließlich der Jagd und den repräsentativen Pflichten als Regent am Dessauer Hof. Während seiner Regierungszeit fand von 1618 bis 1648 der Dreißigjährige Krieg statt.
Am 18. Mai 1623 heiratete er Agnes von Hessen-Kassel, Tochter von Landgraf Moritz von Hessen-Kassel. Als am 28. Mai 1650 seine Ehefrau starb, heiratete Fürst Johann Kasimir nach dem obligaten Trauerjahr seine Cousine Sophie Margarete von Anhalt-Bernburg (1615–1673), eine Tochter von Fürst Christian I. von Anhalt-Bernburg.
Ein Jagdunfall am 4. Oktober 1652 fesselte ihn für viele Jahre ans Bett. Willkommene Zerstreuung bot ihm dabei der mehrjährige Aufenthalt des Dichters Philipp von Zesen im benachbarten Priorau.
Im Alter von fast 64 Jahren starb Fürst Johann Kasimir von Anhalt-Dessau am 15. September 1660 in Dessau. Sein Nachfolger wurde sein Sohn Johann Georg II.

## Nachkommen
- Aus der ersten Ehe 1623 mit Agnes von Hessen-Kassel:
  - Moritz (1624–1624)
  - Dorothea (1625–1626)
  - Juliane (1626–1652)
  - Johann Georg II. (1627–1693), Fürst von Anhalt-Dessau (1660–1693)
  - Luise (1631–1680) ⚭ 1648 Christian, Herzog von Schlesien in Liegnitz (1618–1672)
  - Agnes (1644–1644)

- Die zweite Ehe 1651 mit seiner Cousine Sophie Margarete von Anhalt-Bernburg blieb kinderlos.